# Садику, Агон
Агон Садику (фин. Agon Sadiku; род. 10 марта 2003, Раахе, Оулу) — финский футболист, нападающий нидерландского клуба «Эммен». На правах аренды выступает за финский клуб КуПС.

## Клубная карьера
Садику — воспитанник клубов ХИК и КуПС. 27 июня 2020 года в матче против ТПВ он дебютировал в Какконен в составе последних. 27 сентября в поединке против «ХИС Акатемия» Агон сделал «дубль», забил свои первые голы за КуПС. По итогам сезона Садику помог клубу выйти в более высокий дивизион. 10 сентября 2021 года в матче против РоПС он дебютировал в Юккёнен.
В начале 2022 года Садику перешёл в «Хонку». 2 апреля в матче против ХИКа он дебютировал в Вейккауслиге. 7 апреля в поединке против «Хаки» Агон забил свой первый гол за «Хонку». В своём дебютном сезоне он помог клубу выиграть Кубок финской лиги.
31 марта 2023 года подписал пятилетний контракт с норвежским клубом «Русенборг».

## Достижения
Командные
 «Хонка»
- Обладатель Кубка финской лиги — 2022